# Baseline StudioSystems
Studio System by Gracenote, precedentemente nota come Baseline StudioSystems, è una società di e-commerce statunitense. È stata fondata nel 1982 e concede in licenza il suo database di intrattenimento commerciale, noto come Studio System. È di proprietà di Gracenote, una sussidiaria di Nielsen Holdings.

## Storia
James Monaco fondò Baseline nel 1982. Il loro prodotto principale, un database di intrattenimento, è stato lanciato nel 1985. Monaco lasciò Baseline nel 1992, e Paul Kagan Associates la acquistò l'anno successivo. Big Entertainment acquistò il database nel 1999 e successivamente cambiò il nome in Hollywood.com .  Nello stesso anno, Creative Planet acquistò The Studio System, un database rivale fondato nel 1987, da Brookfield Communications. Nel 2004, la società madre di Hollywood.com, Hollywood Media, acquistò The Studio System e unì i due database. Due anni dopo, la New York Times Company acquistò la società chiamandola Baseline StudioSystems, e la integrò in NYTimes.com, solo per rivenderla a Hollywood.com nel 2011.  Gracenote, una sussidiaria di Tribune Media, ha acquistato Baseline nel 2014, al fine di competere meglio con il concorrente Rovi . Nel 2017, Tribune ha venduto la sussidiaria Gracenote a Nielsen Holdings, incluso lo Studio System.

## Banca dati
Prima della sua fusione con Studio System nel 2004, il database si chiamava Baseline. Il database combinato, ora commercializzato con il nome Studio System, include informazioni su film, programmi televisivi, filmografie e dati al botteghino. Dopo essere stato acquistato da Gracenote, ora include i metadati dell'ex Tribune Media Services. La consultazione si basa su abbonamento. I dati iniziano con le produzioni dal 1896 e comprendono opere attualmente in produzione.